# Doris Mischka
Doris Mischka (* 1975 in Aachen) ist eine deutsche Prähistorikerin.

## Leben
Von 1994 bis 2000 studierte sie Ur- und Frühgeschichte, Klassische Archäologie (mit Schwerpunkt Archäologie der römischen Provinzen) und Ägyptologie an der Universität zu Köln und von 1996 bis 1997 an der Facoltá di Conservazione dei Beni Culturali der Universität Bologna mit Schwerpunkt Etruskologie und keltische Antike. Nach dem Magister artium 2000 an der Philosophischen Fakultät der Universität zu Köln, Magisterarbeit zum Thema „Zentraler Ort oder Nebensiedlung? Die Feinchronologie der Grundformspektren des bandkeramischen Fundplatzes Kückhoven im Vergleich“ leitete sie von 2000 bis 2001 die Ausgrabung im Projekt Landschaftsarchäologie des Neolithikums: Altdorf, Gem. Inden, Kr. Düren, Linearbandkeramisches Gräberfeld. 
Von 2001 bis 2004 hatte sie ein DFG-Promotionsstipendium im Graduiertenkolleg „Gegenwartsbezogene Landschaftsgenese“ an der Albert-Ludwigs-Universität Freiburg. Nach der Promotion 2004 an der Philosophischen Fakultät der Albert-Ludwigs-Universität Freiburg im Breisgau mit einer Dissertationsschrift zum Thema „Methodische Aspekte zur Erstellung von Besiedlungsmustern. Ein Beitrag zur Landschaftsgenese vom Endneolithikum bis zur Eisenzeit im Gebiet des südlichen Oberrheins“ war sie von 2005 bis 2011 wissenschaftliche Assistentin am Institut für Ur- und Frühgeschichte der Christian-Albrechts-Universität zu Kiel. Von 2010 bis 2011 hatte sie einen Lehrauftrag an der Universität Göttingen und Kiel und Vertretung des Lehrstuhls für Ur- und Frühgeschichte (Johannes Müller) der Christian-Albrechts-Universität zu Kiel. 
Von 2011 bis 2013 war sie wissenschaftliche Mitarbeiterin am Institut für Ur- und Frühgeschichte der Universität Göttingen. Nach der Habilitation 2012 an der Philosophischen Fakultät der Christian-Albrechts-Universität zu Kiel mit der Habilitationsschrift Das Neolithikum in Flintbek, Kr. Rendsburg-Eckernförde, Schleswig-Holstein – Eine feinchronologische Studie zur Besiedlungsgeschichte einer Siedlungskammer anhand von Gräbern und einer Probevorlesung zum Thema aDNA – Anwendung und Fragestellungen, ein quellenkritischer Überblick lehrt sie seit 2013 als Professorin am Institut für Ur- und Frühgeschichte der Universität Erlangen-Nürnberg.
Ihre Forschungsschwerpunkte sind Landschafts- und Siedlungsarchäologie, Neolithikum und Bronzezeit, Steinartefakte, Innovationen, Bevölkerungsschätzungen, Prospektionen in der Archäologie und Geoinformationssysteme in der Archäologie.

## Schriften (Auswahl)
- Methodische Aspekte zur Rekonstruktion prähistorischer Siedlungsmuster. Landschaftsgenese vom Ende des Neolithikums bis zur Eisenzeit im Gebiet des südlichen Oberrheins. Rahden 2007, ISBN 3-89646-793-X.
- als Herausgeberin mit Martin Furholt und Martin Hinz: „As time goes by?“ Monumentality, Landscapes and the Temporal Perspective. Proceedings of the international workshop „Socio-Environmental Dynamics over the last 12,000 years: The creation of landscapes II (14th-18th March 2011)“ in Kiel. Volume 2. Bonn 2012, ISBN 978-3-7749-3764-2.
- als Herausgeberin mit Martin Furholt, Gordon Noble, Deborah Olausson und Martin Hinz: Landscapes, Histories and Societies in the northern European Neolithic. Bonn 2014, ISBN 978-3-7749-3882-3.
- als Herausgeberin mit Andreas Grüner, Corinna Reinhardt, Ute Verstegen und Thorsten Uthmeier: „Ausgegraben und ausgestellt“. Erlangen 2018, ISBN 978-3-00-061707-2.
- Das Neolithikum in Flintbek. 2022.